# Delphine Lansac

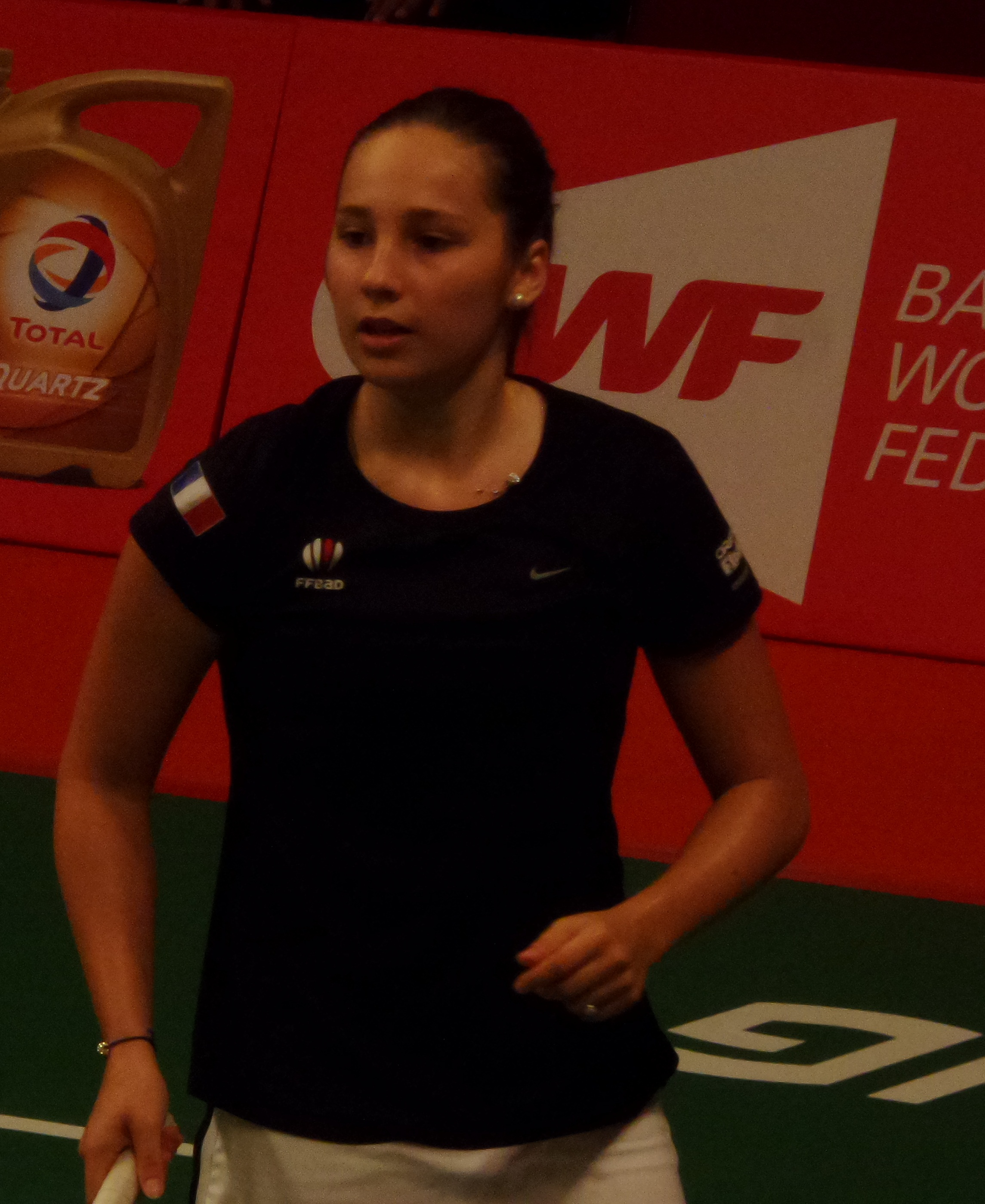
Delphine Lansac, 2015

Delphine Lansac (* 18. Juli 1995) ist eine französische Badmintonspielerin.

## Karriere
Delphine Lansac nahm 2011 und 2012 an den Juniorenweltmeisterschaften teil. 2012 startete sie bei den Mannschaftseuropameisterschaften. Bei den Polish Juniors gewann sie 2012 die Dameneinzelkonkurrenz. Bei den Swiss International 2012 wurde sie Dritte ebenso wie bei den Portugal International 2013 und den Estonian International 2013 Im gleichen Jahr gewann sie auch die Irish International.
National belegte sie bei den französischen Titelkämpfen 2012 Rang zwei, um sich ein Jahr später auf zwei Titelgewinne zu steigern. 2014 gewann sie die Romanian International und errang im Doppel die französische Meisterschaft.